# 岩屋橋停留場
岩屋橋停留場（いわやばしていりゅうじょう、岩屋橋電停）は、長崎県長崎市大橋町にある長崎電気軌道本線の停留場。駅番号は16。
1号・2号・3号各系統が停車する。

## 歴史
1950年（昭和25年）、本線の大橋停留場から住吉停留場までの区間が延伸開通したのに合わせて開業した。当初は専用軌道区間にある停留場で、住吉方面に向かって右側を県道が並走していた。

### 年表
- 1950年（昭和25年）9月16日：開業[3]。
- 2000年（平成12年）9月7日：横断歩道橋を撤去[4]。12月2日には停留場の改修が完了する[4]。

## 構造
岩屋橋停留場は併用軌道区間にあり、道路上にホームが設けられている。ホームは2面あり、南北方向に伸びる2本の線路を挟んで向かい合わせに配される（相対式ホーム）。東側にあるのが長崎駅前方面行き、西側にあるのが赤迫方面行きのホーム。かつてはホームに横断歩道橋が接続していたが撤去され、合わせて停留場の設備も改修された。
軌道は隣の浦上車庫停留場との間で国道206号と別れ、専用軌道となる。併用軌道から専用軌道への移行部分、および裏道への交差部（踏切）には警告灯が設置されているが、遮断機はない。

## 利用状況
長崎電軌の調査によると1日の乗降客数は以下の通り。
- 1998年 - 2,538人[7]
- 2015年 - 2,700人[9]

## 周辺
岩屋川と浦上川の合流点、さらには国道206号と県道の交差点があり、交通量が多い。
停留場名になっている岩屋橋は停留場の南側、岩屋川に架かる橋のことである。
- 北消防署
- 浦上警察署
- 長崎大橋郵便局
- 大橋市場
- Jネットレンタカー長崎大橋店
- 十八親和銀行大橋支店

## 隣の停留場
長崎電気軌道
本線
長崎大学停留場 (15) -  岩屋橋停留場 (16) - 浦上車庫停留場 (17)